# ТНТ Music
ТНТ MUSIC (ООО «Фонбет ТВ») — общероссийский музыкально-развлекательный телеканал, в эфире которого — популярная музыка, эксклюзивные шоу и развлекательные программы. Начал вещание 31 мая 2016 года в 16:00 (мск), заменив собою телеканал «A-One». ТНТ MUSIC осуществляет вещание на всю Россию и представлен в пакетах 750 кабельных операторов.

## История
В начале апреля 2016 года холдинг «Газпром-Медиа» выкупил 49 % акций телеканала «A-One» у фирмы «Solaris Promo Production». После этого, медиахолдинг сразу же заявил о запуске на базе «A-One» нового музыкального телеканала под названием «ТНТ MUSIC».
31 мая 2016 года в 00:00 (мск) на «A-One» в правом верхнем углу экрана появился таймер обратного отсчёта до начала вещания «ТНТ MUSIC». В 16:00 «ТНТ MUSIC» начал официальное вещание показом клипа на композицию «Send My Love (To Your New Lover)» певицы Адель.
В августе 2016 года телеканал запустил мобильное приложение для платформ iOS и Android. Приложение позволяет смотреть эфир канала прямо в своём смартфоне, читать последние новости, следить за новыми программами и свежими клипами.
17 октября 2016 года была запущена родственная по формату онлайн-радиостанция THT MUSIC RADIO.
4 июня 2018 года телеканал перешёл на формат вещания 16:9.
20 июля 2018 года сменился логотип который стал идентичен каналу ТНТ.
В сентябре 2019 года телеканал THT Music и THT Music Radio запустили совместный проект HIPHOP RADIO.
В декабре 2020 года холдинг «Газпром-Медиа» продал свой пакет акций канала обратно компании «Solaris Promo Production», в обмен на её долю в видеохостинге Rutube. Права на товарный знак «ТНТ Music» не входили в сделку, уточнили в «Газпром-медиа», SPP пользуется им на условиях лицензионного соглашения. При этом, несмотря на то, что «ТНТ Music», в отличие от родственных телеканалов «ТНТ» и «ТНТ4», никогда не входил в состав субхолдинга «ГПМ Развлекательное ТВ», телеканал «ТНТ» активно сотрудничал с телеканалом — с 22 июля 2017 года по 30 января 2021 года по субботам утром выходила одноимённая музыкальная программа в формате хит-парада, а при его поддержке были проведены музыкальные номера в студии шоу «Дом-2» и «Бородина против Бузовой».
В марте 2023 года стало известно, что букмекерская компания «Фонбет» стала единственным владельцем телеканала «ТНТ Music». С августа 2022 года юридического лица ООО «ТНТ Музыкальный» не существует — она была переименована в «Фонбет ТВ». После таких изменений, «ТНТ Music» планировал сменить название в «Fonbet Music», однако на текущий момент он продолжает вещание под прежним названием и логотипом.
13 июня 2023 года суд в Москве зарегистрировал протокол о нарушении закона о запрете демонстрации пропаганды среди несовершеннолетних в отношении владельца телеканала «ТНТ Music» — компании «Фонбет ТВ». Ей грозит штраф до 4 миллионов рублей или приостановка работы телеканала на срок до 90 суток. 12 июля этого же года Басманный суд Москвы оштрафовал телеканал на 1 миллион рублей. Протокол составили из-за отсутствия маркировок «18+» на клипе «Summer Really Hurt Us» исполнительницы ALMA (в нем демонстрируется поцелуй двух девушек), который попал в один из чартов.

## Вещание
- Биробиджан — 1 ТВК (с 00:00 до 02:00)[15].

### Спутниковое
Телеканал транслируется со спутников «Horizons 2», «Экспресс АМ5» и «Ямал-401», а также с платформ «Телекарта» (Орион Экспресс) и «НТВ-ПЛЮС».

### Кабельное и интерактивное
ТНТ MUSIC транслируется во всех сетях крупных операторов кабельного, интерактивного и IP-телевидения.
В числе крупнейших операторов: Акадо-Телеком, ДОМ.RU, Ростелеком, Билайн ТВ, NetByNet, МТС ТВ,  ТрансТелеКом и Минские телевизионные информационные сети.

### Онлайн
Трансляция телеканала доступна на его официальном сайте и на различных OTT-платформах. Для мобильных устройств и Smart TV есть официальные приложения (Android, iOS).

## Сетка вещания

### Чарты и музыкальные блоки
- Плей-лист — подборка лучших клипов российских и зарубежных и артистов. Только модная музыка, современные хиты и мировые имена.
- Музыка континентов — Есть ли в Испании своя Рианна? А в Польше — своё Serebro? Как выглядит французский Тимати? А португальский Дрейк? Узнаете в нашем проекте! «Музыка континентов» — это клипы на испанском, французском, португальском, польском и других языках. Что-то вам может показаться знакомым, другое же будет выглядеть настоящей экзотикой. Объединяет эти клипы одно — они, без сомнения, достойны внимания. По Будням в 12:00 мск.
- Техника речи — Лучшее из русскоязычного и зарубежного хип‑хопа. По Вторникам — По Четвергам в 23:30 мск.
- Топ Чарт — главный хит-парад ТНТ MUSIC: двадцатка лучших клипов недели. Премьера — По Пятницам в 20:00 мск.
- Дэнс Тайм — только лучшие диджеи и исполнители, свежие клубные бэнгеры и самый модный танцпол — прямо на ваших экранах и из динамиков. Премьера — По Пятницам и По Субботам в 22:15 мск.
- Русский Чарт — десятка лучших русскоязычных клипов. Премьера — По Субботам в 18:00 мск.
- Чилл-аут — время спокойной и расслабляющей музыки. По Воскресеньям и По Понедельникам в 23:00 мск.
- «K-Pop Тайм» — корейские поп-клипы. Премьера — По Субботам в 11:10 мск.
- Топ 50 - 50 лучших клипов прошедшего года. Выходит 31 декабря.

### Программы
- Big News — все события из мира музыки, кино, спорта и искусства. Коротко о самом главном и интересном, еженедельно. Новый выпуск — С Вторникам — По Пятницам и Итоговый Выпуск — По Выходным.
- Плей-лист. Новинки — еженедельный показ и обсуждение самых свежих клипов с ведущим Чаком и его звездными гостями. Премьера — По Пятницам в 18:00 мск.

## Ведущие
- Влад Богданов — ведущий программы «Big News»
- Влада Голдберг — ведущая программ «Big News»
- Ярослава — ведущая программы «Big News Sport»
- Алёна Русь — ведущая программы «Гаджеты и Люди»
- VJ Chuck (Михаил Климов) — ведущий программы «Плей-лист. Новинки»
- ANNA (Анна Романовская) — ведущая «Топ Чарта»
- Lissa (Лисса Авеми) — ведущая программы «K-POP Тайм»
- Пол Пунш (Павел Богинич) — ведущий «Русского Чарта»

## Бывшие ведущие
- Мот — бывший ведущий «Топ Чарта»
- ST — бывший ведущий «Топ Чарта»
- Глеб Болелов — ведущий программы «Big News», «Soundcheck» и «Funbox»
- Елена Темникова — бывшая ведущая «Русского Чарта»
- Юлия Паршута — бывшая ведущая «Русского Чарта»
- Полина Фаворская — бывшая ведущая «Русского Чарта»
- Юлия Гаврилина — бывшая ведущая программы «Топ ТикТок»
- Тимофей Сушин — бывший ведущий программы «Гаджеты и Люди»
- Аня Pokrov — бывшая ведущая программы «Цветответ»
- Даниил Бум или Лиза Василенко — бывший ведущие программы «Топ ТикТок»
- Настя Bad Barbie (Анастасия Чернышёва) — бывшая ведущая программы «Топ ТикТок»
- Mary Gu (Мария Богоявленская) — бывшая ведущая «Русского Чарта»
- TERNOVOY (Олег Терновой) — бывший ведущий «Топ Чарта»
- Konfuz (Михаил Маргарян) — бывший ведущий «Топ Чарта»

## Радиостанции
В октябре 2016 года, через несколько месяцев после старта телеканала, в интернете начала вещать станция «ТНТ Music Radio». Изначально она позиционировалась как его радиоверсия, а позже стала наполняться отдельно. Формат состоял из зарубежной (70 % эфира) и российской (20 %) музыки, также транслировались новости шоубизнеса и другие программы.
В декабре 2018 года станция вышла в эфир в киргизском Бишкеке. При этом по формату станция конкурирует с принадлежавшими «Газпром-Медиа» станциями NRJ и Like FM.
В сентябре 2019 года телеканал THT Music и THT Music Radio запустили совместный проект HIPHOP RADIO. Онлайн-радиостанция, в основе эфира — зарубежный и российский хип-хоп, грайм, мамбл и клауд.
8 октября 2019 года станция начала вещание в Анапе (98,3 FM), а в июле 2020 года — в Кропоткине (88,2 FM) (хотя изначально запуск был запланирован на апрель 2019).
1 апреля 2021 года «ТНТ MUSIC RADIO» начало вещание в городах Белгородской области, а также в городе Междуреченский в ХМАО на частотах «Радио Радио».